# Augustin Constantin Mitu
Augustin Constantin Mitu (n. 28 ianuarie 1970

) este un senator român, ales în 2012. 